# 博奕打ち外伝
『博奕打ち外伝』（ばくちうちがいでん）は、1972年7月30日に公開された日本映画。製作は東映（京都撮影所）。『博奕打ちシリーズ』の第10作目。鶴田浩二と高倉健が共演した最後の映画作品でもある。

## あらすじ
明治末期、北九州若松一帯を縄張りに持つ辰巳柳太郎の一家の跡目を継ぐことになった大室弥八と、川船頭の親分・江川周吉の一家は、ことあるごとに対立していたが、両者の兄弟分である花井栄次の立場を慮り、衝突を避けていた。しかし、大室の一家の代貸・滝松蔵は勝手に縄張り荒らしを続け、江川の実弟の鉄次と政和を殺し、責任を感じた花井が自害する。

## スタッフ
- 監督：山下耕作
- 企画：俊藤浩滋、橋本慶一
- 原案：鳥村喬
- 脚本：野上龍雄
- 撮影：古谷伸
- 照明：増田悦章
- 録音：中山茂二
- 音楽：木下忠司
- 編集：堀池幸三
- 助監督：俵坂昭康
- 記録：梅津泰子
- 装飾：松原邦四郎
- 美粧・結髪：東和美粧
- 演技事務：上田義一
- スチール：木村武司
- 衣裳：高安堯司
- 疑斗：上野隆三
- 進行主任：真沢洋士

## 出演
- 江川周吉：鶴田浩二
- 大室弥八：若山富三郎
- 江川鉄次：菅原文太
- 滝松蔵：松方弘樹
- 秀子：浜木綿子
- 江川政和：伊吹吾郎
- 駒子：松平純子
- 福地逸太郎：金子信雄
- 松木：内田朝雄
- 抜天吉：潮健児
- 岩亀：汐路章
- 源爺：遠藤辰雄
- トメ：石井富子
- 浦田千代：東竜子
- 庄太：久保浩
- 鉄砲松：有川正治
- 半田：楠本健二
- 佐島：小田部通麿
- 安造：野口貴史
- 善八：高並功
- 徳次：鈴木康弘
- 嘉助：北川恵一
- 登：藤浩
- 村井：島田秀雄
- 槍七：岩尾正隆
- 雁十：川谷拓三
- 仲士：西田良、志賀勝
- 浜野：疋田泰盛
- 江川組子分：小峰一男
- 車夫：青木卓司
- 署長：那須伸太朗
- 江川組子分：木谷邦臣
- 江川組子分：藤長照夫
- 大村一家子分：北川俊夫
- 江川組子分：矢野幸男
- 大村一家子分：池田謙治、松田利夫
- 浦田常五郎：辰巳柳太郎
- 花井栄次：高倉健